# Betsy Rawls
Elizabeth Earle (Betsy) Rawls (Spartanburg (South Carolina), 4 mei 1928 – Lewes (Delaware), 21 oktober 2023) was een Amerikaans golfprofessional. Tijdens haar golfcarrière won ze 55 golftoernooien op de LPGA Tour waarvan 8 majors.

## Loopbaan
In 19515 werd Rawls een golfprofessional en maakte haar debuut op de LPGA Tour. In haar eerste golfseizoen won ze twee toernooien: het Sacramento Women's Invitational Open en het US Women's Open, een major golfkampioenschap. Later won ze nog 53 golftoernooien op de LPGA Tour. In 1975 nam ze afscheid van het golf en ging op pensioen.
In 1960 werd Rawls opgenomen op de World Golf Hall of Fame. Daarnaast won ze ook enkele trofeeën waaronder de LPGA Vare Trophy, de Patty Berg Award en de Bob Jones Award.
Van 1961 tot 1962 was Rawls voorzitster van de Ladies Professional Golf Association. In 1967 was ze een van de zes golfsters die opgenomen werden op de LPGA Tour Hall of Fame.
Rawls overleed in oktober 2023 op 95-jarige leeftijd.

## Prestaties

### Professional
LPGA Tour
| Jaar | #  | Toernooien |
| ---- | -- | --- |
| 1951 | 2  | Sacramento Women's Invitational Open, US Women's Open |
| 1952 | 8  | Houston Weathervane, Bakersfield Open (gelijkspel met Marlene Hagge, Betty Jameson & Babe Zaharias), Seattle Weathervane, Cross Country 144 Hole Weathervane, Eastern Open, Women's Western Open, Carrollton Open, Thomasville Open |
| 1953 | 4  | Barbara Romack Open, Eastern Open, US Women's Open, Fort Worth Open |
| 1954 | 3  | Tampa Women's Open, St. Louis Open, Texas Women's Open |
| 1955 | 1  | Carrollton Open |
| 1956 | 3  | Tampa Open, Sarasota Open, Peach Blossom Open |
| 1957 | 5  | Tampa Open, Lake Worth Open, Peach Blossom Open, US Women's Open, Reno Open |
| 1958 | 2  | Tampa Open, St. Petersburg Women's Open |
| 1959 | 10 | Lake Worth Open, Royal Crown Open, Babe Zaharias Open, Land of the Sky Open, Triangle Round Robin, LPGA Championship, Mt. Prospect Open, Women's Western Open, Waterloo Open, Opie Turner Open                                      |
| 1960 | 4  | Babe Zaharias Open, Cosmopolitan Open, US Women's Open, Asheville Open |
| 1961 | 2  | Cosmopolitan Open, Bill Brannin's Swing Parade |
| 1962 | 1  | J.E. McAuliffe Memorial |
| 1963 | 1  | Sunshine Women's Open |
| 1964 | 2  | Dallas Civitan Open Invitational, Valhalla Open |
| 1965 | 2  | Pensacola Invitational, Waterloo Open |
| 1968 | 1  | Mickey Wright Invitational |
| 1969 | 1  | LPGA Championship |
| 1970 | 2  | Dallas Civitan Open, Cincinnati Open |
| 1972 | 1  | GAC Classic |

De majors worden in het vet weergegeven.
Overige
- 1951: Hollywood Four-Ball (met Betty Dodd)
- 1954: Inverness Four-Ball
- 1962: Babe Zaharias Open (gelijkspel met Kathy Cornelius)